# Bernd Rosemeyer
Bernd Rosemeyer (Lingen, 1909. október 14. – Mörfelden-Walldorf, 1938. január 28.), a nemzetiszocialista korszak egyik leghíresebb és legsikeresebb német autó- és motorkerékpárversenyzője.

## Pályafutása
Bernd Rosemeyer katolikus kisiparos családban nőtt fel Lingenben. A család nagyon nyitottan viszonyult a technológiához. Nagybátyja, Josef Rosemeyer 1896-ban kerékpárosként részt vett az athéni olimpián.
Rosemeyer 1930-tól az NSU és a DKW színeiben versenyzett motorkerékpárokkal. 1934-ben vett részt először jelentős autóversenyén, a 2000 km Németországban ralin, amelynek rajtja és célja egyaránt Baden-Baden volt.
1935-ben végleg az autóversenyzésre váltott, és a chemnitzi Auto Union AG üzemi sofőrje lett. Versenyautó-részlegük a Zwickauban található Horch gyárban volt. 1936-ban sorozatos győzelmek után Európa-bajnok lett: három németországi, svájci és olaszországi Grands Prix mellett megnyerte az Eifelfutam nevű autóversenyt, a pescarai Coppa Acerbót és két hegyi futamot (Schauinsland, Feldberg).
Rosemeyer autóversenyzői pályafutását nagyban segítette a nemzetiszocialisták azon törekvése, hogy az első világháború utáni technikai hiányt hatalmas anyagi ráfordítással pótolják. A német autóversenyzés Hitler személyes támogatását élvezte.
Ennek eredményeképpen az Auto Union és a Mercedes-Benz autók versenyzői, akik a nemzeti támogatási programnak köszönhetően technikailag jobbak voltak, uralták a versenyprogramot.
1937. október 25-én Rosemeyer először érte el a 400 km/h-s sebességet közúton. Rosemeyer egy repülőrajt után egy Auto Union C típusú autójával 406,32 km/h sebességgel hajtott végig az újonnan épített Frankfurt-Darmstadt autópályaszakasz egy kilométer hosszú, speciálisan erre a célra kialakított tesztpályáján.

## Halála
1938. január 28-án Rudolf Caracciola a Frankfurt-Darmstadt autópályán (a mai A5-ös egy szakaszán) 432,692 km/h átlagsebességű rekordot ért el (odaút Darmstadt felé 428,571 km/h, visszaút Frankfurt felé 436,893 km/h). Ez a valaha közúton elért legnagyobb sebesség. A végponthoz érve, ahol Rosemeyer már rajtra készen állt, figyelmeztette őt az út széllökéseire. Nem sokkal később Rosemeyer is beült az autójába, egy Auto Union Type R-be, hogy visszaszerezze a rekordot. A Langen-Mörfelden autópálya-felhajtó mögött Darmstadt felé haladva (Rosemeyer éppen 429,491 km/h sebességgel hajtott végig a mért kilométeres távon) az autó egy erdei tisztásnál, valószínűleg egy széllökés hatására balra, az autópálya középső füvesített területére kanyarodott. Az autó felborult és Rosemeyer kirepült az autóból az erdőbe. Azonnal meghalt.

## Magánélete
Bernd Rosemeyer 1936. július 13-án összeházasodott Elly Beinhornnal, a korszak híres és sikeres pilótanőjével, akitől egy fia született. Rosemeyer közeli barátságban volt Tazio Nuvolari olasz autó- és motorversenyzővel.

## Kapcsolata a nemzetiszocializmussal
Rosemeyer 1933-ban, Németország legjobb autóversenyzői közül egyetlenként és kényszerítés nélkül csatlakozott az SS-hez. A nemzetiszocialista hatalom 1933-tól népi hősnek kiáltotta ki. Temetésén Adolf Hitler mondott beszédet, és így nyilatkozott haláláról: „Fájdalmas mindannyiunk számára, hogy a német motor- és autógyártás világszínvonalú úttörői közül éppen a legjobb és legbátrabb Bernd Rosemeyernek kellett feladnia fiatal életét”.
Rosemeyernek házassági kérelmet kellett benyújtania, mielőtt feleségül vette Elly Beinhornt. A kérdőívre azt írta, hogy 1932-ben lépett be az SS-be.

## Fordítás
Ez a szócikk részben vagy egészben  a   Bernd Rosemeyer című német Wikipédia-szócikk fordításán alapul.  Az eredeti cikk szerkesztőit annak laptörténete sorolja fel. Ez a jelzés csupán a megfogalmazás eredetét és a szerzői jogokat jelzi, nem szolgál a cikkben szereplő információk forrásmegjelöléseként.